# Železniční trať Bělehrad–Bar

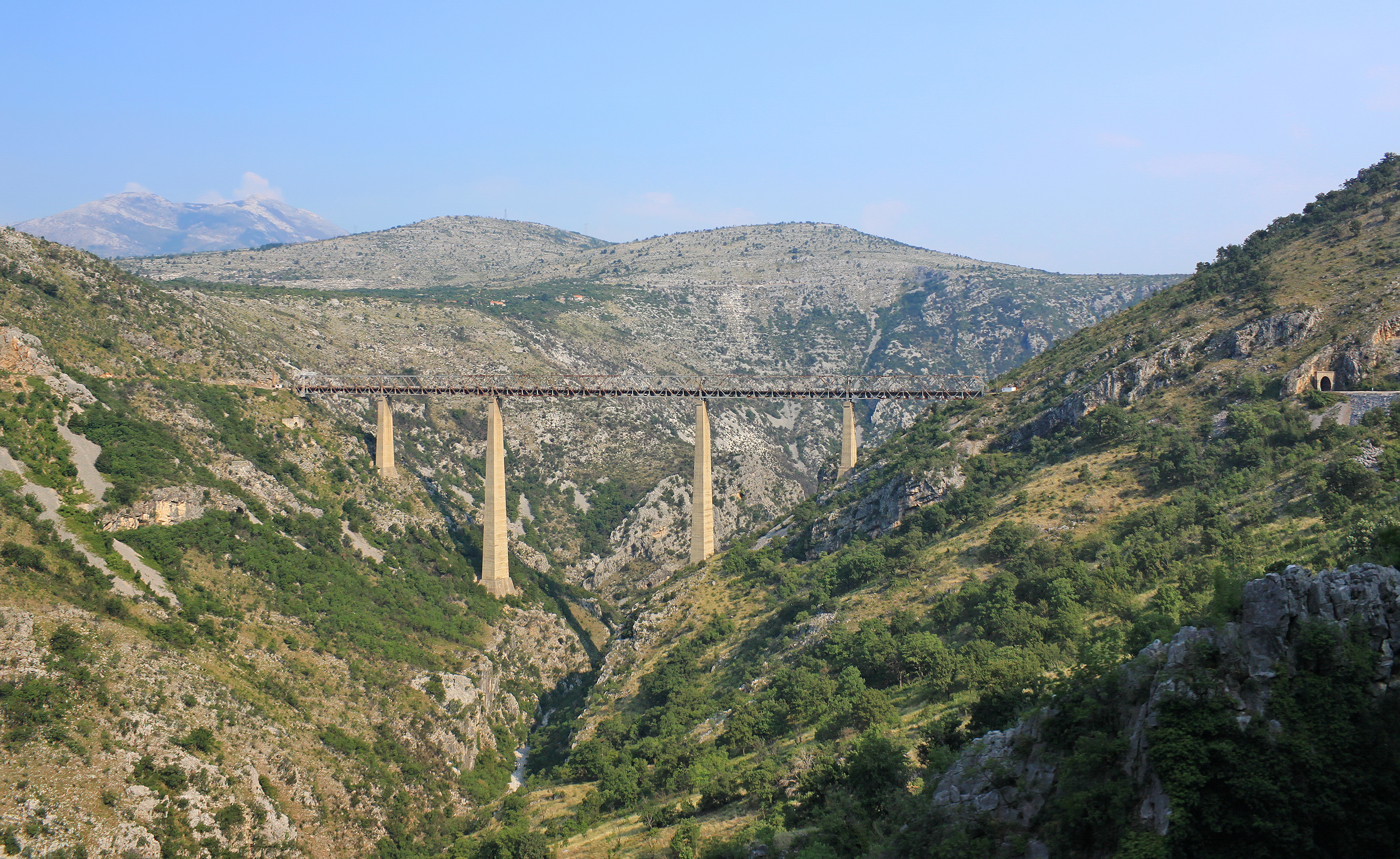
Viadukt Mala Rijeka

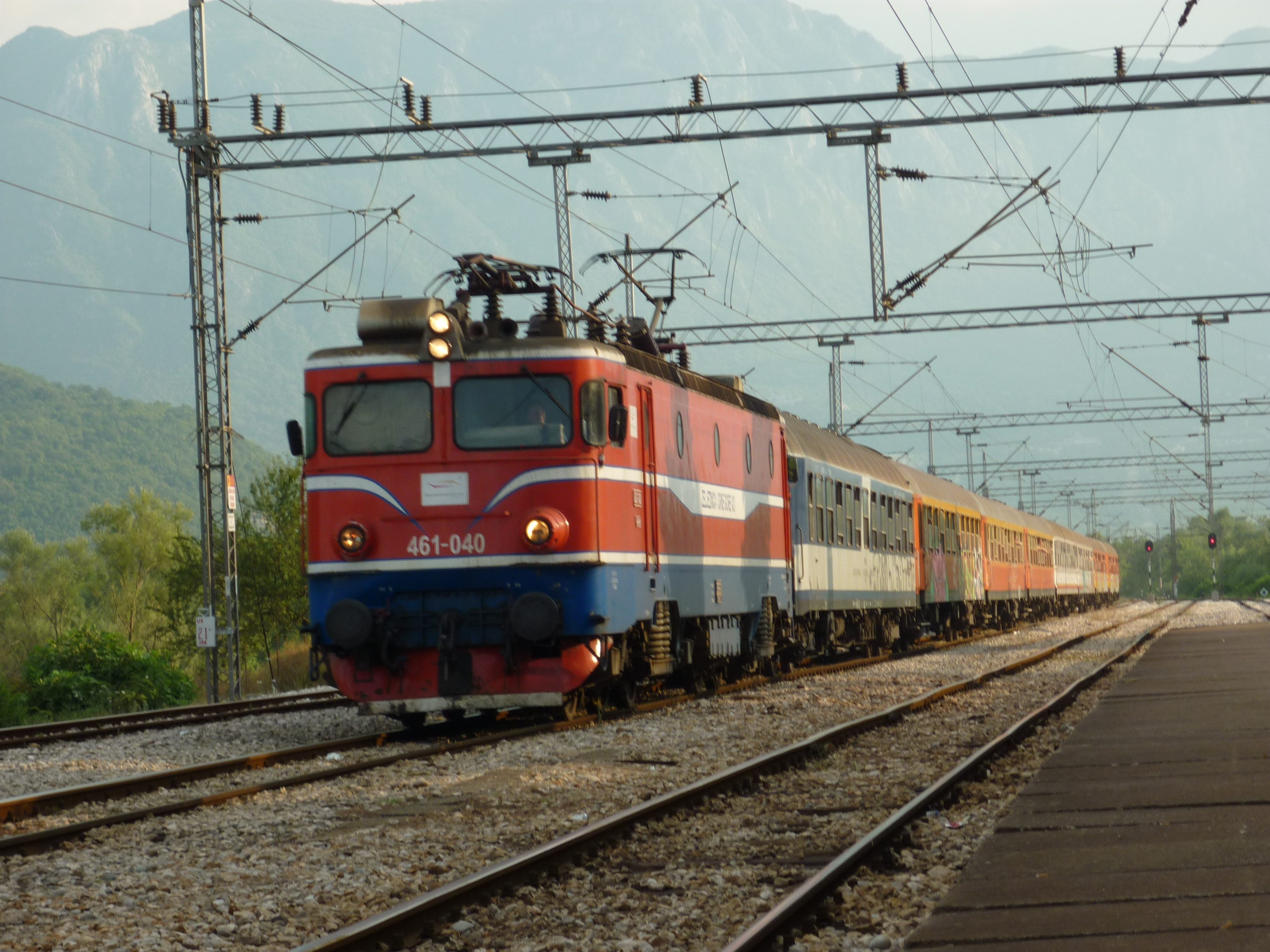
Vlak nedaleko Virpazaru.

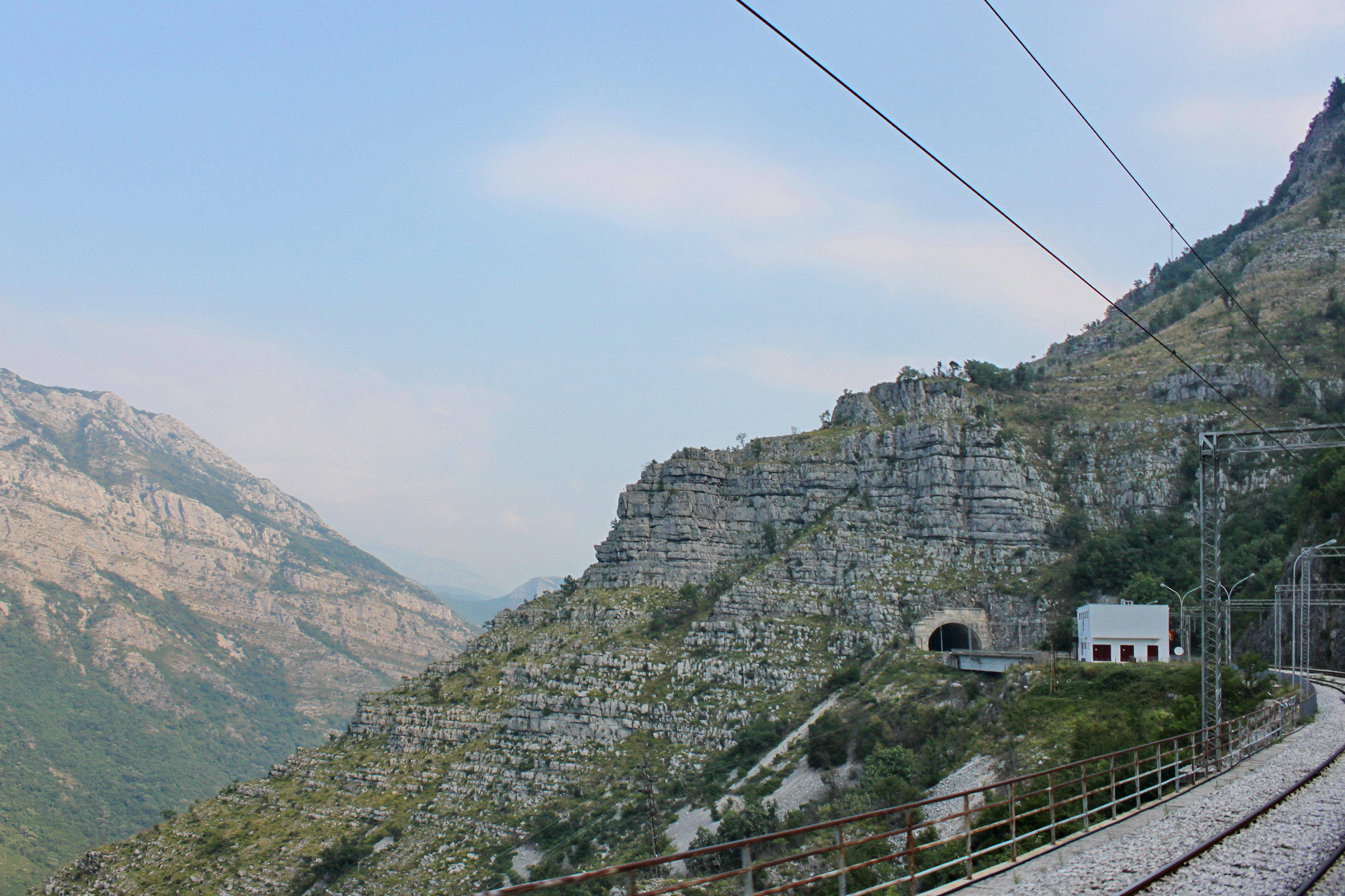
Jeden ze železničních tunelů

Železniční trať Bělehrad–Bar (srbsky Железничка пруга Београд–Бар) je významná železniční trať, která spojuje Srbsko a Černou Horu. Trať prochází celým západním Srbskem, od jeho metropole Bělehradu až k jižním hranicím. Ve své době se jednalo o jeden z největších infrastrukturních projektů tehdejší Jugoslávie.
Vzhledem k vedení trasy v horách i hlubokých údolích je trať mezi turisty, ať už domácími nebo zahraničními, velice oblíbená.

## Poloha a trasování
Jedná se o trať standardního rozchodu, dlouhou celkem 454,8 km, většina trasy je jednokolejná. 277,6 km z uvedené trasy se nachází v Srbsku, 9,8 km v Bosně a Hercegovině a 167,4 km v Černé Hoře. Je kompletně elektrizovaná; trať je pod napětím po celé své délce s jednofázovým střídavým proudem 25 kV 50 Hz
Ve směru z Bělehradu je vedena: jihozápadním směrem do Valjeva údolím řeky Kolubary, poté údolím jejího přítoku Gradac dále na jih. Překonává horský hřeben Bukovi a směrem do města Užice je trasována údolím řeky Skrapež.
Mezi městy Požega a Užice prochází dolinou řeky Đetinja, jižně od Užice potom pohořím Zlatibor. Tam je trať vedena řadou tunelů, nejdelší z nich je 6 km dlouhý. V úseku k městu Priboj prochází údolími řek Uvac, Crni Rzav a Jablanica. 
Přes černohorskou hranici potom směřuje údolím řeky Lim do města Bijelo Polje a dále několika horskými masivy v blízkosti řek nejprve Tary u města Mojkovac směrem ke Kolašinu. Odtud stoupá výše, překonává hřbet a poté postupně klesá do údolí Morači. Trať následně sestupuje do nížiny v okolí černohorské metropole Podgorici. Další vážnější překážkou dále na jih, směrem do přístavu Bar, je Skadarské jezero (překonané sypanou hrází u pevnosti Lesandro) a horský masiv Sozina, který překonává více než šestikilometrový tunel.
Nejvyšším bodem, kudy trať vede, je černohorské město Kolašin (1032 m n. m.) a nejnižším přístav Bar (3 m n. m.). Nejvyššího sklonu pak dosahuje trať na úseku Podgorica – Bijelo Polje (25 promile).

## Tunely
Vzhledem k hornatému charakteru krajiny, kterou prochází, bylo nutné vybudovat celkem 254 tunelů. Souhrnná délka všech tunelů je 114,437 km (cca 1/4 trasy trati prochází v podzemí). Nejdelším tunelem je Sozina (6170 m), překonávající zmíněný horský masiv mezi Skadarským jezerem a Jaderským mořem, dále Zlatibor (6160 m), Trebješica (5170 m), Goleš (4949 m), Ostrovica (3131 m), Mojkovac (3243 m), Mili (2258 m) a Sopotnica (1942 m). Prvních třináct nejdelších tunelů se na celkové délce trati v podzemí podílí 42 %. Přestože nejdelší tunel se nachází v blízkosti černohorského pobřeží, většina tunelů byla zbudována v horských masivech oblasti dnešního Sandžaku (na pomezí Srbska a Černé Hory), kde trať překonává značné výškové rozdíly a také vede nejnáročnějším terénem.
Železniční trať bývá často nazývána srbským, eventuálně černohorským nebo jugoslávským metrem, a to vzhledem k počtu tunelů, které se na trati nacházejí.

## Mosty
Na trati se nachází celkem 435 mostů o celkové délce okolo cca 15 km. Většina mostů byla betonová, menší část ocelová. 
Nejvyšší most překonává říčku "Mala Rijeka", a to ve výšce 205 m. Byl do roku 2001 nejvyšším mostem svého druhu na světě.

## Historie

### První plány
Sny o spojení Bělehradu s Jadranem nejkratší cestou, tedy přes velká pohoří, se objevovaly již v 19. století. Poprvé se o tomto spojení diskutovalo v srbských novinách již v roce 1855. První skutečný plán z roku 1878 však ztroskotal na faktu, že Srbsko a Černá Hora neměly společnou hranici a trať by přetínala území Osmanské říše, které patřil stále ještě důležitý koridor z Kosova k hranici Bosny a Hercegoviny (tzv. region Sandžak). Až v roce 1912 (po první balkánské válce) došlo k změnám hranic, které by tuto realizaci umožnilo. Diskutována byla nicméně i možnost výstavby trati v obdobném směru, ale do Albánie. 
O možnost spojení Černé Hory se Srbskem přes území Sandžaku se také diskutovalo v druhé polovině 30. let, kdy Království Jugoslávie vynakládalo nemalé prostředky na rozvoj značně řídké železniční sítě. Černá Hora měla být nicméně původně napojena přes území Kosova prodloužením trati z Peći Rugovskou soutěskou. Roku 1939 byl nicméně předložen návrh na výstavbu trati vedení ve směru Ripanj-Lajkovac-Valjevo-Požega-Zlatibor-Prijepolje-Ravna Rijeka-Vojnik-Nikšić-Grahovo-Kotor, drobné stavební práce začaly ještě před vypuknutím druhé světové války. Konflikt a následný chaos ale veškerou přípravu přerušil. Projektová dokumentace se ztratila během války.

### Výstavba trati
Teprve až po druhé světové válce bylo možné nastínit představu, kudy by měla být trať vedena. Velké investice do infrastruktury otevíraly možnost, že by trať mohla být skutečně postavena. Zpočátku se uvažovalo o možnosti vést trať údolím řeky Driny, kde by byla využita rovněž k výstavbě hydroelektráren na řece. Hospodářská rada vlády SFRJ vytipovala úsek z Bělehradu do Baru přes Valjevo a Užici jako nejvhodnější v roce 1951; hned příštího roku byly započaty stavební práce. Nebyly však k dispozici žádné informace o tom, jak náročné dílo celá trať bude a kolik si vyžádá prostředků. První investiční plán trati byl vypracován až roku 1955. Do roku 1961 se podařilo vybudovat čtvrtinu celé stavby, nicméně však z technologického hlediska nejsnazší úseky trati. Proinvestováno bylo 22,25 miliard jugoslávských dinárů. Mezi lety 1959–1961 byly stavební práce na trati zcela přerušeny. Poté se sice podařilo stavební práce obnovit, nicméně jen v malé intenzitě. Finální termín dokončení všech úseků byl odsunut do vzdálenější budoucnosti.
Po celý závěr 60. let minulého století nicméně provázel chronický nedostatek finančních prostředků; technicky náročné dílo si vyžadovalo značné náklady. Na financování se rovněž podílela i Mezinárodní banka pro obnovu a rozvoj, která poskytla 50 milionů USD, nicméně pod podmínkou, že bude dále modernizován přístav ve městě Bar a vybudována trať i do města Čačak. Půjčku získala Jugoslávie v roce 1968 a splácet ji měla začít v roce 1974. Na jejím poskytnutí bylo dokončení trati přímo životně závislé. Výstavbu tratě korigoval později zákon vydaný v roce 1966, který stanovil i finální datum dokončení stavby – do 31. prosince 1972.
Trať byla koncipována na maximální cestovní rychlost 80–120 km/h. Vybudováno bylo celkem 73 stanic a zastávek; mnohé stávající byly zmodernizovány, nebo přeloženy z původního místa na nové (např. nádraží ve Valjevu). Poloměr oblouků na trati byl zvolen na 300 m.
Jednotlivé úseky byly zprovozňovány postupně, od obou konců, v následujícím chronologickém pořadí:
- 1958: Resnik–Vreoci (47 km)
- 1959: Podgorica–Bar (53 km)
- 1968: Vreoci–Valjevo
- 1972: Valjevo–Užice (93 km)
- 25. prosince 1975: Užice–Podgorica

Trať byla kvůli svým vysokým finančním nákladům předmětem živých debat v celé zemi. Chorvatští odborníci navrhovali, aby nevedla do černohorského přístavu Bar, nýbrž přes Sarajevo do Splitu. Další varianta byla zvažována přes město Karlovac do Rijeky. I přestože JAZU (Jugoslávská akademie věd) uspořádala k této problematice konferenci, nenašla žádná z variant, která měla na chorvatské straně zastání, u jugoslávské vlády (SIV, Svazová výkonná rada) ohlas. Význam trati spočíval totiž také v hospodářské pomoci a rozvoji oblasti západního Srbska a regionu Sandžaku, které patřily mezi méně rozvinuté v tehdejší Jugoslávii. Kritici trať odmítali nejen z důvodu extrémně vysokých nákladů na realizaci, ale také proto, že vede málo osídleným územím, především mimo hlavní ekonomická centra tehdejší socialistické federace.
Do konce roku 1970 bylo celkem proinvestováno 42,3 milionů USD. Stavební práce však probíhaly pomaleji, než bylo plánováno, a tak muselo být otevření některých úseků oddáleno. Např. v náročném terénu mezi městy Valjevo a Užice měly vyjet vlaky již v roce 1970.
Ve snaze snížit vysoké výdaje použil jugoslávský stát na některé části stavebních prací osvědčenou taktiku; nasadil neplacenou sílu, kterou představovala jugoslávská mládež. V první polovině 70. let se na stavbě trati podílelo 12 500 lidí; uskutečnilo se několik desítek tzv. Pracovních akcí mládeže (srbochorvatsky Omladinske radne akcije). Ty probíhaly hlavně v letech 1971 až 1975. Finanční prostředky nezajišťovala pro výstavbu celé trati pouze federální úroveň státu, ale jistým způsobem se na výstavbě podílely i republiky Srbsko a Černá Hora. Na počátku 70. let navíc federální vláda pod nátlakem některých dalších jugoslávských republik rozhodla, že již dále nebude financovat výstavbu trati, a Srbsko a Černá Hora musely získat prostředky samy. Srbská vláda tak učinila prostřednictvím celonárodní půjčky. Pro Černou Horu byly finanční výdaje příliš vysoké, navíc se oproti plánu zvýšily výdaje na černohorskou část trasy o 400 milionů jugoslávských dinárů.

### Slavnostní otevření a provoz

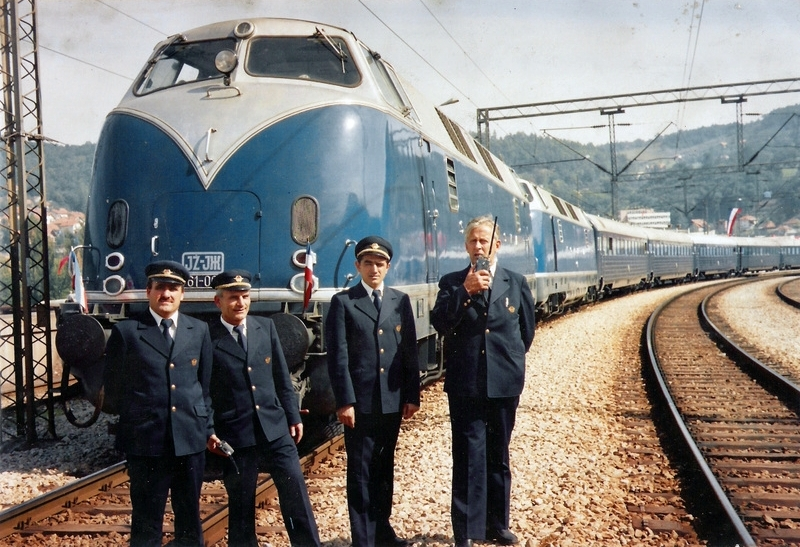
Slavnostní otevření trati v roce 1976. Za strojvedoucími se nachází Plavi voz, vlak Josipa Broze Tita.

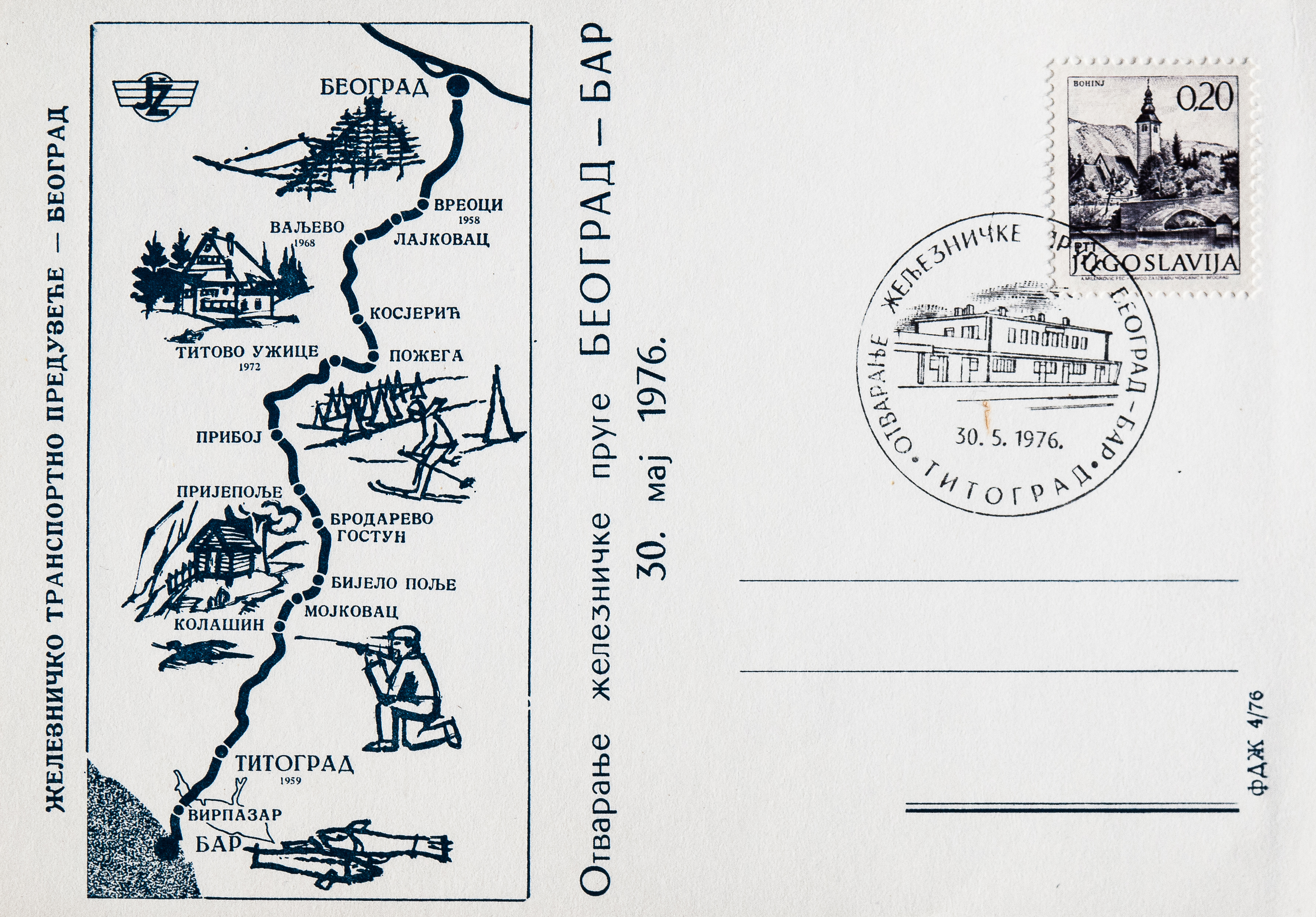
Pohlednice z doby slavnostního otevření trati.

První vlak vyjel z Bělehradu do Baru v Černé Hoře slavnostně 30. května 1976; dva dny předtím po trati celostátního významu projel i legendární "plavi voz" s jugoslávským vůdcem Titem. Tito trať slavnostně předal na akci na Sávském náměstí v Bělehradu, kde přednesl projev k 100-200 tisícům shromážděných lidí.
Tak rozsáhlý přírůstek co do počtu kilometrů zvýšil podstatným dílem i délku celé jugoslávské železniční sítě a umožnil hospodářský rozvoj i oblastí, kde to bylo dosud obtížné.
I když byla trať v provozu od přelomu let 1975/1976, probíhaly ještě na ní a v jejím okolí dokončovací práce. Elektrifikace trati byla dokončena až v roce 1977.
Stavba se ukázala být ekonomicky rentabilní. V roce 1977 bylo na přepraveno 3,198 milionů tun zboží, v roce 1981 to bylo 5,827 milionů tun a 3,387 milionů cestujících. Jízdní doba po otevření trati trvala 7,5 hodin.
Roku 1985 bylo po trati převezeno 6,9 milionů tun zboží a 4,8 milionu cestujících. Na přepravě zboží po této trati měla význam jednak vzájemná obchodní smlouva, kterou podepsala Jugoslávie se SSSR, a díky níž bylo zboží z přístavu Bar posíláno dále na sever do Maďarska a do Sovětského svazu. Přes tuto trať byly také vypravovány automobily Yugo, které Jugoslávie v 80. letech vyvážela do USA.[zdroj?]
Trať poškodilo zemětřesení v roce 1979, především úsek Podgorica-Bar.
Růst objemů dopravy skončil na počátku 90. let 20. století, kdy se Socialistická federativní republika Jugoslávie rozpadla a zároveň došlo k vypuknutí války, na základě níž byly na Jugoslávii uvaleny sankce.

### Současný stav

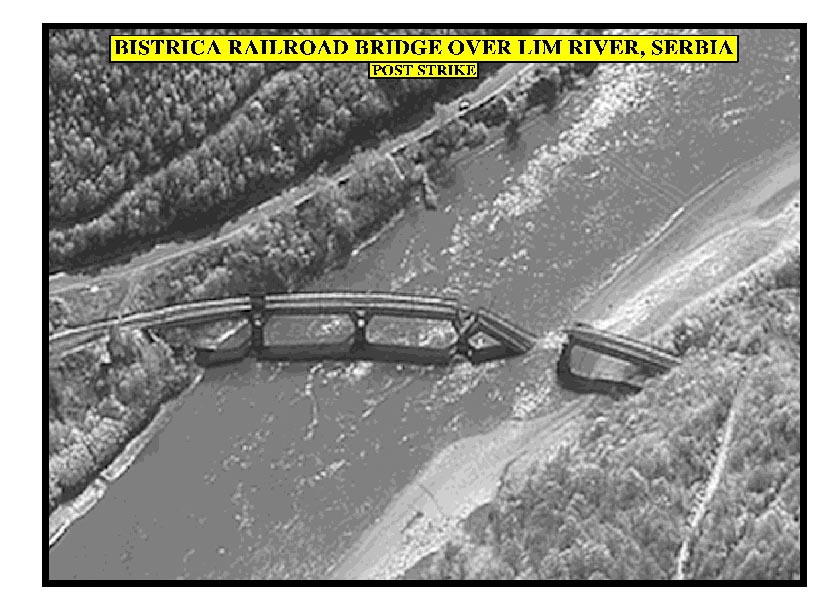
Zničený most na řece Lim po bombardování.

Železnice utrpěla velké škody hlavně v 90. letech 20. století. Stalo se tak jednak vinou nedostatečných investic na obnovu (vzhledem k problematické hospodářské situaci tehdejší Jugoslávie), jednak kvůli bombardování silami NATO v roce 1999. Cílem byly především mosty na trati. 
Po železničním neštěstí u města Bioče, kdy zahynulo 47 cestujících, začaly být prováděny rozsáhlé rekonstrukce, aby byla zvýšena úroveň bezpečnosti dopravy. Současná cestovní rychlost na dráze je pod evropskými standardy, neboť na řadě míst byla drasticky omezena rychlost z důvodů bezpečnosti a nevyhovujícího stavu trati. Celou trať tak vlak projede za 11 hodin a někdy i 13 hodin, což činí téměř dvojnásobek původní doby.
Zamýšlená modernizace a přestavba trati, která probíhala až do roku 2015, měla za cíl výrazně zlepšit celou situaci.
V roce 2014 byla železniční trať poničená během rozsáhlých povodní, především v úseku Bělehrad–Valjevo. Rekonstrukce poškozeného úseku byla zahájena na konci května 2014. Náklady na komplexní obnovu trati byly odhadnuty ve výši 330 milionů eur. První část stavby byla dokončena v roce 2017. Jednalo se o 77 km trati a na stavebních pracích se podílela ruská společnost RŽD. Předpokládané další stavební práce byly nicméně odloženy v roce 2020 minimálně na dva až tři roky. Vyměněny byly koleje (kolejnice byly dovezeny z Rakouska) a betonové pražce, které byly vyrobeny v Srbsku. Došlo také k modernizaci nástupišť některých nádraží. Zvýšila se tak cestovní rychlost. 
V srpnu 2016 byl úsek trati Prijepolje – Bijelo Polje přibližně dva týdny nesjízdný vlivem sesuvu půdy na trať. Dopravu mezi srbským městem Prijepolje a černohorským městem Bijelo Polje zajišťovaly v omezeném rozsahu autobusy náhradní dopravy.
V roce 2023 procházel obnovou dlouhý úsek z Valjeva až po černohorskou hranici (zastávka Vrbnica). Celkem pět úseků o celkové délce 210 km zahrnuje přes 70 tunelů a nespočet mostů i stanic, které mají být obnoveny.

## V médiích
O železniční trati byla vydána monografie s názvem Trať snů.